# Tabernacolo (ebraismo)

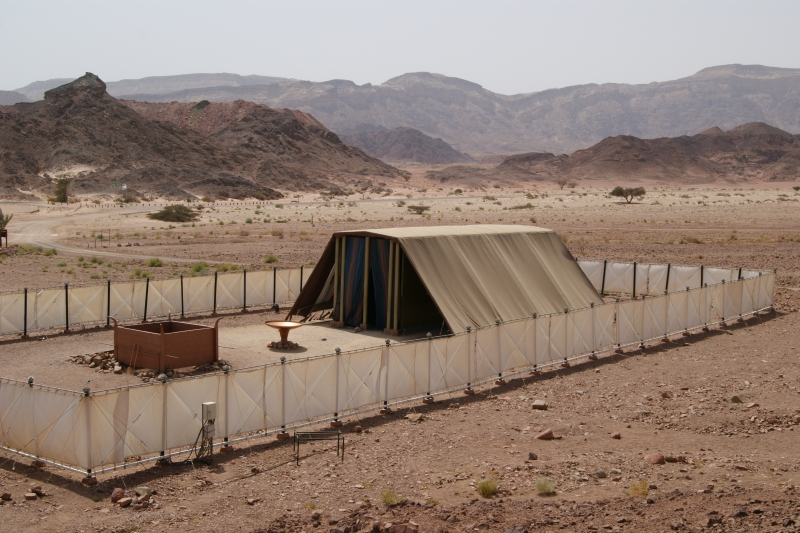
Modello del tabernacolo trasportabile, ricostruito nel Parco Timna di Israele

Il Tabernacolo (in ebraico מִשְׁכַּן‎?, mishkan, "residenza" o "dimora") nell'ebraismo e secondo la Bibbia ebraica (Tanakh), era la dimora trasportabile della presenza divina (Shekhinah) dal tempo dell'Esodo dall'Egitto fino alla conquista della terra di Canaan. Costruito secondo le specifiche rivelate da Dio (Yahweh) a Mosè sul Monte Sinai, accompagnava gli Israeliti durante le loro peregrinazioni nel deserto e la loro conquista della Terra Promessa. Il Primo Tempio a Gerusalemme lo sostituì come dimora di Dio. Non vi è alcuna menzione del Tabernacolo nel Tanakh dopo la distruzione di Gerusalemme e del Tempio da parte dei babilonesi nel 587 a.C.

Schema dell'"ipotesi documentaria" o "teoria delle quattro fonti".
'J': tradizione jahvista
'È: tradizione Elohista
'D': tradizione Deuteronomista
'P': tradizione Codice Sacerdotale
'R': "Redattore" che ha compilato le fonti
- include la maggior parte del Levitico
† include la maggior parte del Deuteronomio
‡ "Deuteronomic History (Storia deuteronomica)": Giosuè, Giudici, Samuele 1&2, Re 1&2

La definizione più congrua descrive il Tabernacolo lo riporta come il santuario interno (denominato Santo dei Santi, Kodesh Hakodashim) che ospita l'Arca dell'Alleanza; con al di fuori di questo, una camera esterna ("Luogo Santo") con un candelabro d'oro, un tavolo per il Pane di proposizione e l'altare dell'incenso. Questa descrizione viene generalmente identificata nell'ipotesi documentale quale parte della Fonte Sacerdotale (P), scritta nel VI o V secolo a.C. Molti biblisti contendono che sia di datazione molto più tarda di Mosè e che la descrizione rifletta la struttura del Tempio di Salomone, mentre altri sostengono che la descrizione derivi da ricordi di un vero tempio premonarchico, forse il santuario di Silo. Studiosi tradizionali affermano che descriva un tabernacolo reale usato al tempo di Mosè e successivamente. Secondo la critica storica una fonte antecedente, quella Elohista (E), descrive il Tabernacolo come semplice santuario di tenda.

## Significato
La parola "tabernacolo" deriva dal latino tabernāculum che significa "tenda" o "capanna", e nella religione romana indicava una struttura rituale.
Anche la parola santuario viene usata per il tabernacolo biblico, come anche la frase "tenda dell'incontro". La parola ebraica mishkan implica "dimora", "riposo", o "risiedere", riferendosi alla "Presenza [dimorante] di Dio", la shekhinah (basata sulla stessa radice ebraica di mishkan), "che dimora dentro questa struttura decretata divinamente".

### Ipotesi dugongo
Il naturalista del XIX secolo Eduard Rüppell equiparò la parola araba "tucash" (dugongo) con "Tacas" (tenda), deducendo da ciò che il Tabernacolo era coperto di pelli di dugongo o "mucca di mare", e designò l'animale "Halicore tabernaculi". Gli accademici moderni considerano tale lettura di "tahash" come incerta.

## Descrizione

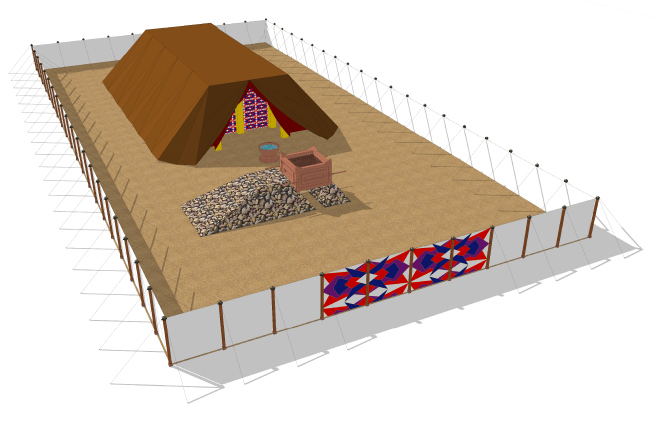
Modello dell'area del tabernacolo in forma di tenda

I comandamenti per la costruzione del Tabernacolo sono presi dalle parole presenti nel Libro dell'Esodo, quando Dio dice a Mosè: "Mi facciano un santuario, perché io abiti in mezzo a loro. Voi lo farete secondo tutto quello che io ti mostrerò, sia per il modello del tabernacolo che per il modello di tutti i suoi arredi."
La critica storica identifica due resoconti del tabernacolo in Esodo, uno breve e uno più lungo. I biblisti tradizionali ritengono che il resoconto più breve descriva una struttura diversa, forse la tenda personale di Mosè. I nomi ebraici nelle due narrative sono diversi, uno più comunemente tradotto come "tenda dell'incontro", mentre l'altro viene solitamente tradotto come "tabernacolo".

### Resoconto elohista
Esodo 33:7-10 fa riferimento a una "tenda del convegno", che era stata eretta fuori dal campo con una "colonna di nube" che restava all'ingresso della tenda e tutto il popolo si prostrava rivolgendocisi. La critica storica della tradizione Wellhausen attribuisce tale descrizione alla Fonte Elohista (E), che si crede sia stata scritta verso l'850 a.C. o successivamente.

### Resoconto sacerdotale
La descrizione più particolareggiata del tabernacolo si trova in Esodo 25-27 e 35-40, che descrive il santuario interno (Santo dei Santi) che ospita l'Arca e la camera esterna (Luogo Santo), con il candelabro a sette bracci (Menorah), il tavolo per il pane di proposizione e l'altare dell'incenso. Un recinto che contiene l'altare sacrificale circondava queste camere. tale descrizione viene identificata dalla critica storica come parte della Fonte Sacerdotale (P), scritta nel VI o V secolo a.C.
Alcuni studiosi credono che la descrizione sia molto più recente rispetto all'epoca di Mosè e che rifletta la struttura del Tempio di Salomone; altri asseriscono che il passo descriva un vero santuario premonarchico, forse il santuario di Silo, mentre i biblisti tradizionali sostengono che descriva il reale tabernacolo usato al tempo di Mosè e successivamente. Questa opinione si basa su Esodo 36,37,38,39 che illustra nei particolari come avvenne la costruzione del Tabernacolo durante l'epoca mosaica.
Le specifiche esatte del tabernacolo e dei suoi sacerdoti sono elencate nel Libro dell'Esodo:
- Esodo 25[19]: materiali necessari, l'Arca, il tavolo dei 12 pani, la Menorah.
- Esodo 26[20]: il tabernacolo, le travi, le partizioni.
- Esodo 27[21]: l'altare rivestito di rame, il recinto, l'olio.
- Esodo 28[22]: gli abiti dei sacerdoti, l`efod, gli anelli e sigilli, il pettorale, mantello, tunica, turbante, cintura, calzoni.
- Esodo 29[23]: consacrazione dei sacerdoti e altare.
- Esodo 30[24]: altare dell'incenso, conca di bronzo, olio dell'unzione, incenso.

## Costruttori

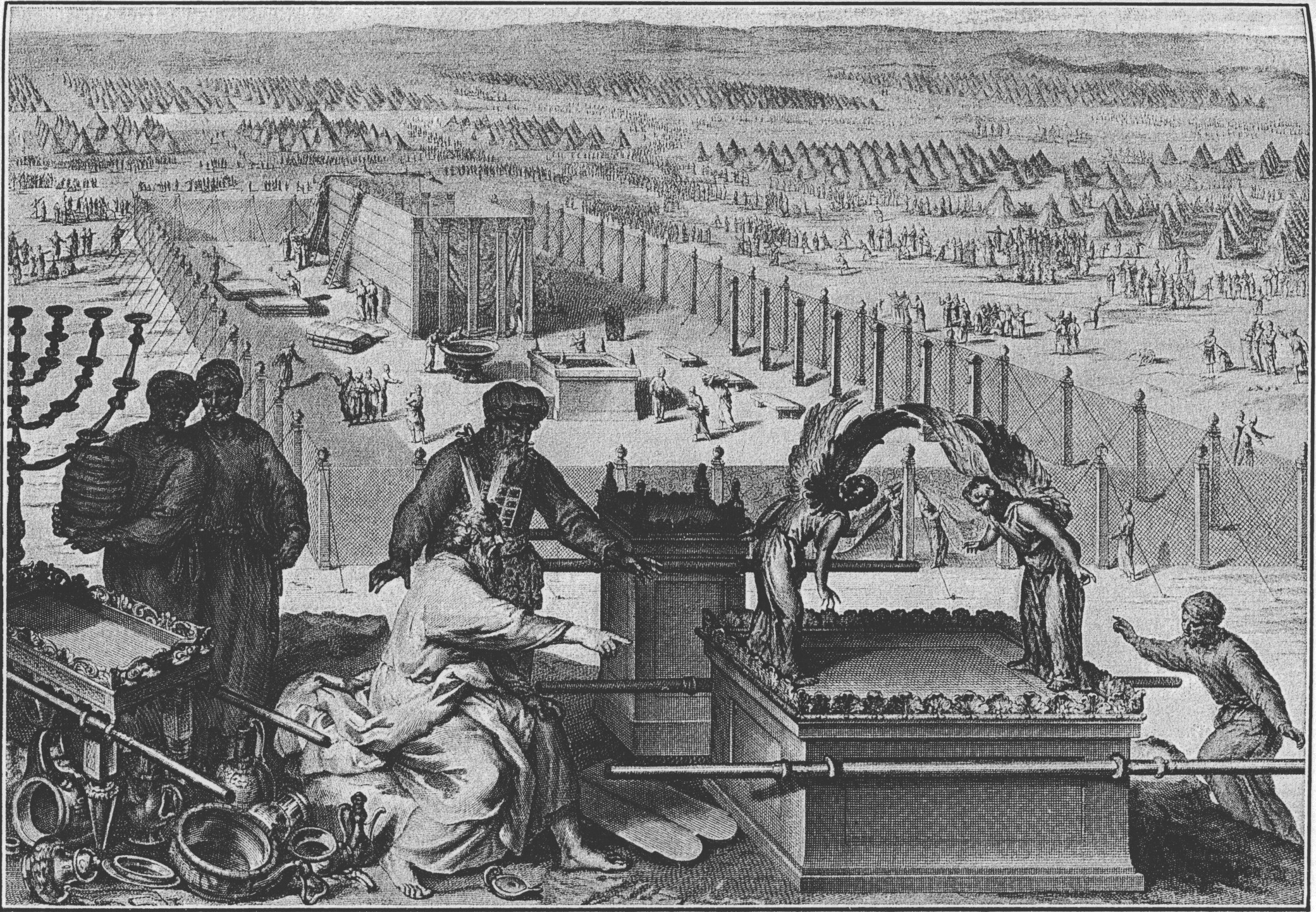
Erezione del Tabernacolo e preparazione degli arredi, in
(illustrazione da Figures de la Bible, 1728)

Nel capitolo 31 si specificano il costruttore principale e gli architetti:

## Restrizioni
Esisteva una serie di regole rigide da seguire per il Tabernacolo elencata nella Bibbia ebraica. Per esempio:

## Pianta
Il Tabernacolo durante l'Esodo, le peregrinazioni nel deserto e la conquista di Canaan, era una tenda portatile decorata da veli colorati e chiamata "tenda del convegno".
Aveva un recito perimetrale rettangolare di stoffa, pali e corde tese con picchetti. Tale rettangolo veniva sempre eretto quando le tribù israelite si accampavano, orientato verso est. Al centro di questa recinzione stava un santuario rettangolare drappeggiato con tende di pelo di capra ed il tetto fatto di pelli di montone. Sopra le pelli di montone era posta una copertura di "pelli di tachash", un termine di incerto significato che è stato variamente tradotto come pelli conciate blu (Esodo 25:5), pelli di tasso, pelle di delfino, pelli intrecciate, ecc. Secondo l`Encyclopaedia Judaica, la Nuova Riveduta, la Bibbia di re Giacomo e la Jewish Publication Society (Società Editrice Ebraica), la traduzione tasso non ha base reale.
(Flavio Giuseppe (circa 94 d.C.))
All'interno la recinzione era divisa in due zone, il Luogo Santo e il Luogo Santissimo. Tali due zone erano separate da un tendone o velo. Dentro la prima zona c'erano tre suppellettili: un candelabro ad olio con sette bracci a sinistra (lato sud), un tavolo per i dodici pani d'offertorio a destra (nord) e l'altare dell'incenso (ovest), davanti e prima del velo divisore.
Oltre il velo c'era una stanza interna a forma di cubo, nota come il Santo dei Santi (o in ebr. Kodesh Hakodashim). Tale area ospitava l'Arca dell'Alleanza (Aron habrit), dentro la quale erano poste le due tavolette di pietra portate dal Monte Sinai da Mosè e sulle quali erano scritti i Dieci Comandamenti, un'urna d'oro con la manna, e la verga di Aronne che germogliava e produceva mandorle mature. (Ebrei 9:2-5, Esodo 16:33-34, Numeri 17:1-11, Deuteronomio 10:1-5.)

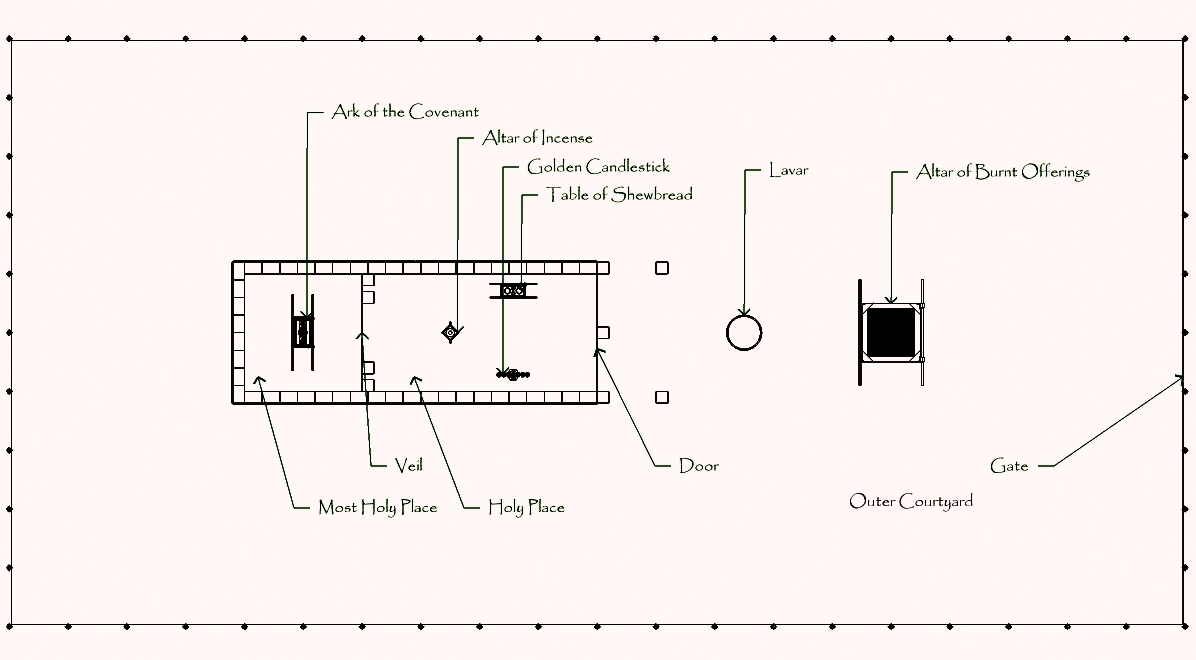
Veduta dall'alto, proiezione parallela del tabernacolo
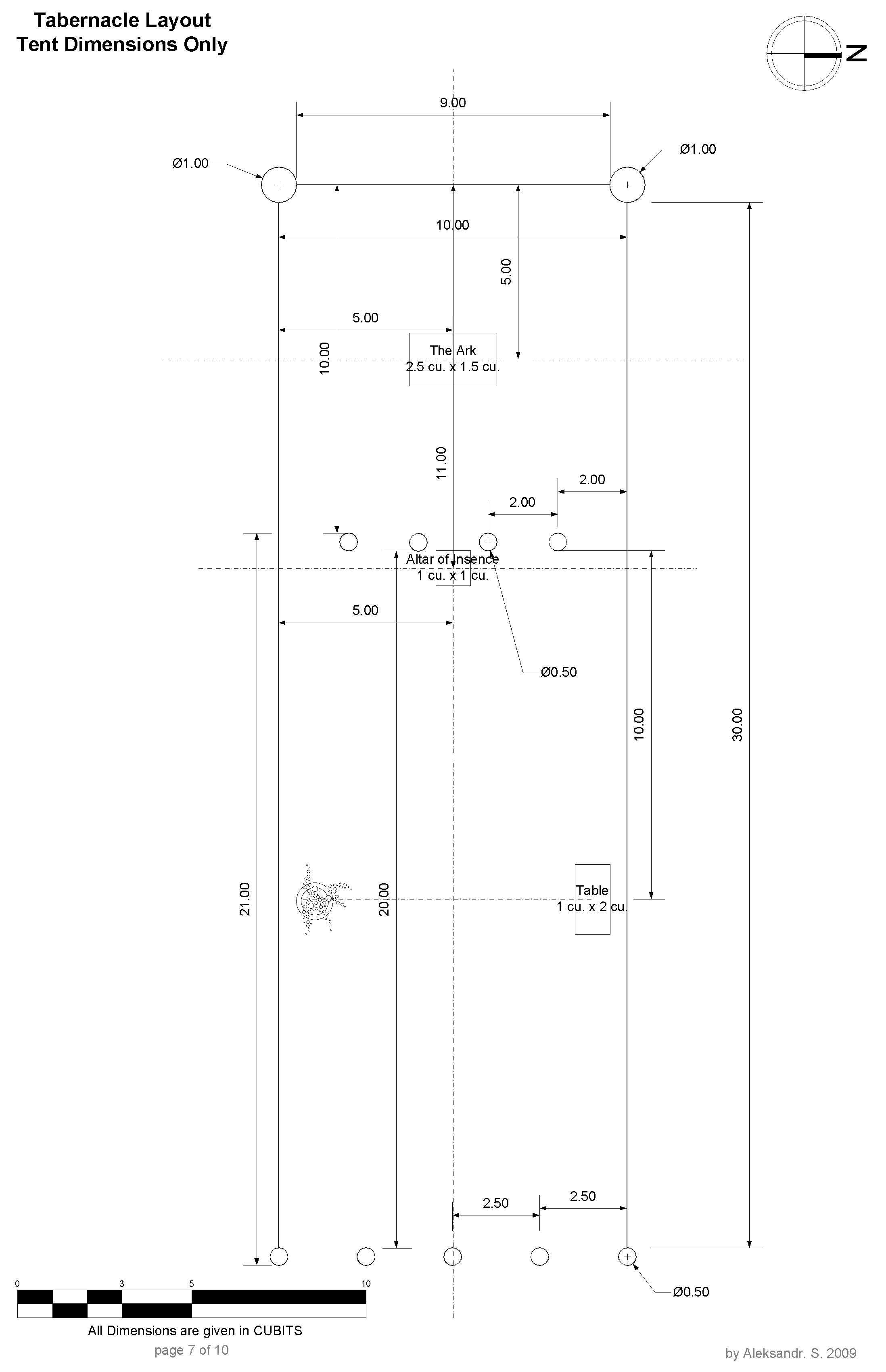
Dimensioni della tenda del tabernacolo secondo il Libro dell'Esodo
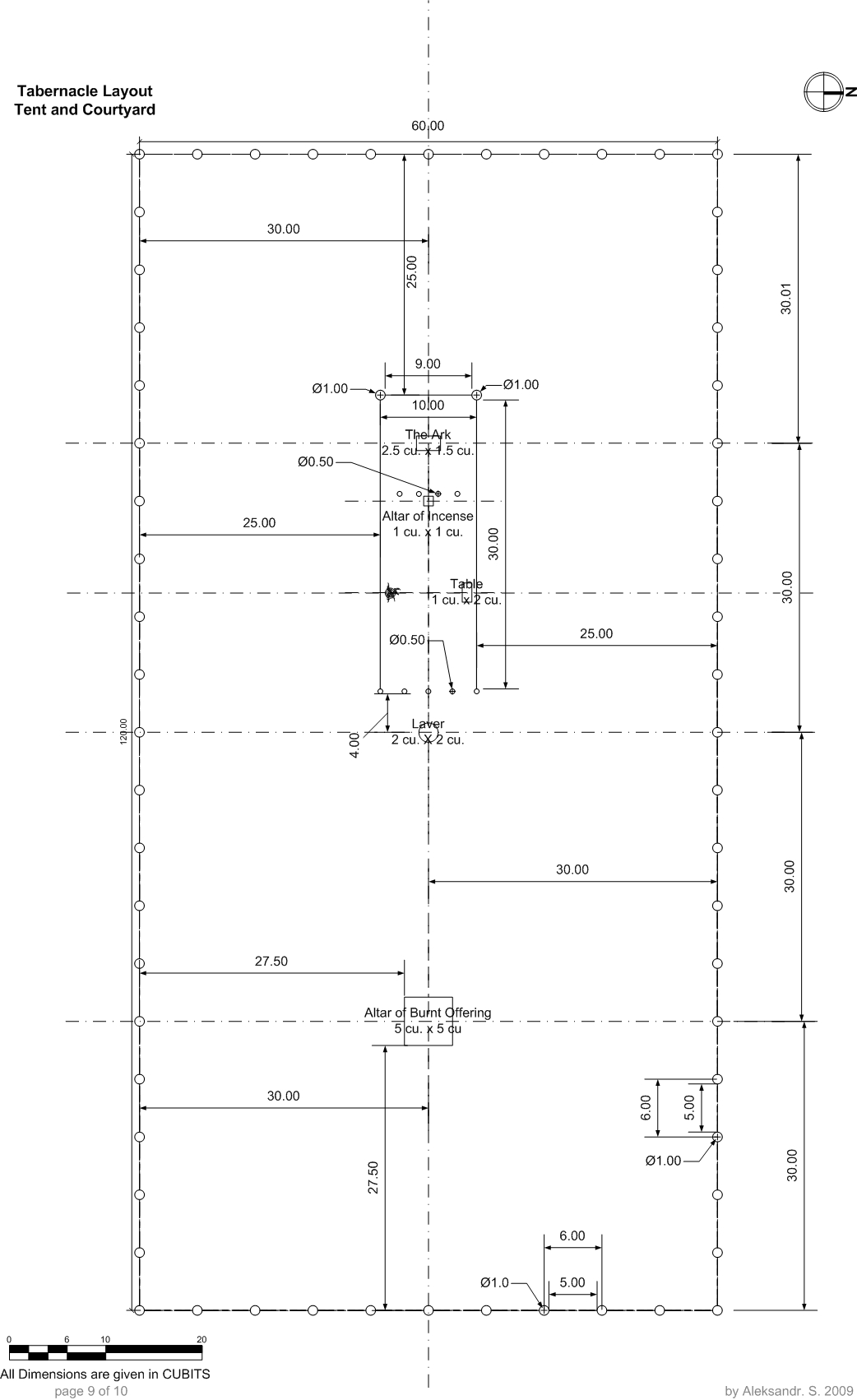
Tenda del tabernacolo e dimensioni del cortile secondo il Libro dell'Esodo

## Riti
Due volte al giorno un sacerdote si poneva davanti all'altare d'oro della preghiera e bruciava l'incenso profumato (Esodo 30:7-10). Altre procedure venivano inoltre eseguite all'interno del Tabernacolo:
- L'Olocausto Quotidiano: Levitico 6:8-30[46]
- Offerte di Riparazione e di Pace: Levitico 7[47]
- Cerimonia di Consacrazione: Levitico 8[48]
- L'Ottavo della Consacrazione: Levitico 9[49]
- Vino proibito ai sacerdoti nel Tabernacolo: Levitico 10:8-15[50]
- Giorno dell'Espiazione: Levitico 16[51]
- Immolazione al Tabernacolo: Levitico 17[52]
- Offerta della Gelosia per sospetta adultera: Numeri 5:11-29[53]
- Dedica del Nazireato: Numeri 6:1-21[54]
- Preparazione delle Ceneri della Giovenca rossa e Acqua di Purificazione: Numeri 19[55]

## Storia successiva
Durante la conquista di Canaan, il campo israelita principale era a Galgala, (Giosuè 4:19; Giosuè 5:8-10) e il Tabernacolo era probabilmente eretto nell'ambito del campo stesso: Giosuè 6:14 "...e tornarono poi all'accampamento" (cfr. Numeri 1:52-2:34 "...si accamperanno di fronte a tutti intorno alla tenda del convegno.")
Dopo la conquista e la suddivisione della terra tra le tribù, il Tabernacolo fu spostato a Silo in territorio efraimita (della tribù di Giosuè) per evitare dispute tra le altre tribù (Giosuè 18:1; Giosuè 19:51; Giosuè 22:9; Salmi 78:60). Rimase là nel periodo di 300 anni dei Giudici biblici (il governo di ciascun giudice ammonta a 350 anni in totale – 1 Re 6:1; Atti 13:20 – ma la maggioranza governò regionalmente ed alcuni termini si accavallano).
La storia successiva della struttura è separata da quella dell'Arca dell'Alleanza. Dopo che l'Arca fu catturata dai Filistei, Re Saul spostò il Tabernacolo a Nob, vicino alla sua città natia di Gabaa, ma dopo che vi massacrò i sacerdoti (1 Samuele 21-22), venne portato a Gàbaon (1 Cronache 16:39; 1 Cronache 21:29; 2 Cronache 1:2-6,13)
L'arca infine venne portata a Gerusalemme, dove venne posta "in mezzo alla tenda che Davide aveva piantata per essa" (2 Samuele 6:17; 1 Cronache 15:1), non nel Tabernacolo, che rimase a Gàbaon. L'altare del Tabernacolo a Gàbaon fu usato per il culto sacrificale (1 Cronache 16:39; 1 Cronache 21:29; 1 Re 3:2-4), finché Salomone fece trasportare la struttura e i suoi arredi a Gerusalemme per addobbare e dedicare il Tempio (1 Re 8:4).
Non esiste menzione del Tabernacolo nel Tanakh (Bibbia ebraica) dopo la distruzione di Gerusalemme e del Tempio da parte dei babilonesi verso il 587 a.C.

## Relazione al vitello d'oro
Alcuni rabbini hanno dibattuto sulla prossimità della narrativa del Tabernacolo con quella dell'episodio noto come il peccato del vitello d'oro esposto in Esodo 32:1-6. Maimonide asserisce che il Tabernacolo e i suoi arredi, come l'Arca d'oro dell'Alleanza e la Menorah d'oro erano intesi come "supplenti" della debolezza umana e dei bisogni di idoli fisici come si era visto nell'episodio del vitello d'oro. Altri studiosi, come Nahmanide differiscono e sostengono che il significato del Tabernacolo non è connesso al vitello d'oro, ma invece simbolizza lezioni mistiche più profonde ad indicare la costante vicinanza di Dio ai Figli di Israele.

## Pianta delle sinagoghe

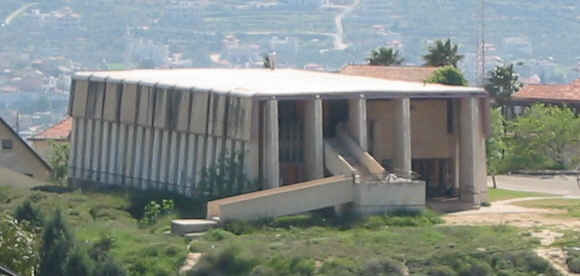
La Sinagoga Mishkan di Silo, replica del Tabernacolo ebraico

Costruzioni di sinagoghe negli ultimi duemila anni ha seguito in grandi linee il Tabernacolo originale. Ogni sinagoga ha nella sua sezione frontale l'Arca, chiamata Aron haQodesh, che contiene i rotoli della Torah, paragonabile all'Arca dell'Alleanza che conteneva le tavole dei Dieci Comandamenti. Questo è il luogo più sacro della sinagoga, equivalente al Santo dei Santi.
Vi è anche di solito una lampada sempre accesa, chiamata Ner tamid (in ebraico נֵר תָּמִיד‎?, usualmente tradotto "fiamma eterna" o "luce eterna"), o un candelabro, illuminato durante i servizi liturgici, in una posizione simile a quella della Menorah originale. Al centro della sinagoga si trova una grande area elevata, nota come bimah, dove viene letta la Torah. Ciò equivale agli altari del Tabernacolo su cui si offrivano incenso e sacrifici di animali. Nelle feste principali i Kohanim si riuniscono di fronte alla sinagoga per benedire la congregazione come facevano i loro sacerdoti antenati nel Tabernacolo, da Aronne in poi (Numeri 6:22-27).

## Riferimenti neotestamentari
Il Tabernacolo viene citato nella Lettera agli Ebrei del Nuovo Testamento. Per esempio, secondo Ebrei 8:2-5 e Ebrei 9:2-26 Gesù serve "come sommo sacerdote di beni futuri, attraverso un Tabernacolo più grande e più perfetto, non costruito da mano di uomo, cioè non appartenente a questa creazione", ma simbolo di realtà celesti (Ebrei 8:5).